# Wash It All Off
Wash It All Off è un singolo in vinile pubblicato da Foetus. Venne pubblicato dalla Self Immolation nel 1981 e distribuito come edizione limitata; infatti la sua tiratura fu di 1 000 copie.

## Tracce
1. Wash It All Off
2. 333

"Wash It All Off" appare anche su Wash/Slog e su Sink.

## Formazione
- J. G. Thirlwell (come You've Got Foetus On Your Breath) - Performance, produzione